# Єрмін Лев Борисович
Лев Борисович Єрмін (нар. 17 березня 1923, станція Звєрево, тепер місто Ростовської області, Росія — покінчив життя самогубством 9 листопада 2004, місто Москва) — радянський державний діяч, 1-й секретар Пензенського обласного комітету КПРС, 1-й заступник голови Ради міністрів Російської РФСР, голова Державного агропромислового комітету РРФСР. Кандидат у члени ЦК КПРС у 1961—1971 роках. Член ЦК КПРС у 1971—1989 роках. Депутат Верховної Ради СРСР 6—11-го скликань. Кандидат економічних наук (1968). 

## Життєпис
Народився в родині робітника-залізничника. У 1941 році закінчив середню школу.
У 1941—1947 роках служив у Червоній армії, учасник німецько-радянської війни. Старший сержант, командир гармати 688-го артилерійського полку 239-ї стрілецької дивізії 1-го Приббалтійського фронту. Брав безпосередню участь в бойових діях на Західному, Волховському, Ленінградському, Прибалтійському, Українському фронтах.
Член ВКП(б) з 1943 року
З 1945 по 1947 рік служив у окупованій Німеччині, Австрії, Угорщині, Туркестанському військовому окрузі.
У 1947—1952 роках — студент Азово-Чорноморського сільськогосподарського інституту.
У 1952 році — головний агроном Манич-Веселовської машинно-тракторної станції (МТС) Ростовської області.
У серпні 1952—1953 роках — секретар Веселовського районного комітету КПРС Ростовської області.
У 1953—1959 роках — 1-й секретар Раздорського районного комітету КПРС Ростовської області.
У 1959—1961 роках — інструктор відділу партійних органів ЦК КПРС по РРФСР.
У 1961 році — 2-й секретар Пензенського обласного комітету КПРС.
14 серпня 1961 — січень 1963 року — 1-й секретар Пензенського обласного комітету КПРС. У січні 1963 — 14 грудня 1964 року — 1-й секретар Пензенського сільського обласного комітету КПРС. 14 грудня 1964 — 29 квітня 1979 року — 1-й секретар Пензенського обласного комітету КПРС.
18 квітня 1979 — 20 квітня 1989 року — 1-й заступник голови Ради міністрів Російської РФСР (з питань сільського господарства).
Одночасно 28 листопада 1985 — 20 квітня 1989 року — голова Державного агропромислового комітету Російської РФСР.
З квітня 1989 року — персональний пенсіонер союзного значення в Москві.
У 1996—1998 роках — заступник голови адміністрації Пензенської області — керівник представництва адміністрації Пензенської області при Уряді Російської Федерації.
У 2002—2004 роках — голова Пензенського земляцтва в Москві.
Трагічно загинув (покінчив життя самогубством) 9 листопада 2004 року. Похований в Москві на Троєкуровському кладовищі.

## Нагороди і звання
- три ордени Леніна (1966, 1971, 1973)
- орден Жовтневої Революції (1973)
- орден Трудового Червоного Прапора (1966)
- орден Вітчизняної війни ІІ ст.
- орден Слави ІІІ ст.
- медаль «За бойові заслуги»
- медаль «За оборону Москви»
- медаль «За оборону Ленінграда»
- медаль «За визволення Праги»
- медаль «За перемогу над Німеччиною у Великій Вітчизняній війні 1941—1945 рр.»
- медаль «За освоєння цілинних земель»
- медалі
- Почесний громадянин міста Пензи (1974)
- Почесний громадянин Пензенської області (1998)
- Почесний громадянин міста Звєрєво Ростовської області (25.06.2009, посмертно)